# Quatre Tantum ergo, WAB 41
Les quatre Tantum ergo, WAB 41, sont des mises en musique de l'hymne Tantum ergo composées par Anton Bruckner en 1846.

## Historique
Bruckner a composé ces quatre motets A. M. D. G. en 1846, au début de son séjour à l'Abbaye de Saint-Florian. Le manuscrit original, qui était archivé au Neuer Dom de Linz, est entre-temps perdu. Les partitions pour les voix sont encore archivées à l'Abbaye de Saint-Florian.
En 1888, Bruckner, révisa ces quatre compositions, ainsi que la suivante en ré majeur. La version révisée de ces cinq Tantum ergo a été publié pour la première fois par Johann Gross, Innsbruck en 1893. Dans cette première édition la séquence des quatre Tantum ergo s'écarte de celle du compositeur. La classification WAB, qui est basée sur cette première édition, s'écarte ainsi également de la séquence originale.
Les deux versions 1846 et 1881 sont éditées dans le Volume XXI/12 et 37, respectivement, de la Bruckner Gesamtausgabe.

## Musique
Les quatre Tantum ergo sont originellement conçus pour chœur mixte et orgue ad lib. Le premier, en si bémol majeur (WAB 41.3) comporte 25 mesures. Les trois autres en la bémol majeur (WAB 41.4), mi bémol majeur (WAB 41.1), et ut majeur (WAB 41.2) ont 24 mesures. Un Amen de 2 (ou 3) mesures a été ajouté à la fin de ces motets.
La version 1888 des quatre Tantum ergo est conçue pour chœur mixte a cappella. Dans celui en mi bémol majeur un Dresdner Amen est présent aux mesures 15-16 ("ritui").

## Discographie
Le premier enregistrement a eu lieu en 1931 :
- Ferdinand Habel, Domchor zu St. Stephan (Vienne) – 78 tours Christschall 130A (Tantum ergo en ut majeur, version 1846)

### 1846 version
Il y a un seul enregistrement avec les quatre Tantum ergo :
- Thomas Kerbl, Chorvereinigung Bruckner 09, Anton Bruckner Chöre/Klaviermusik – CD : LIVA 034 (premières strophes uniquement)

### 1888 version
Il y a quatre enregistrements avec les quatre Tantum ergo :
- Magnar Mangersnes, Domchor Bergen, Bruckner: Motets – CD : Simax CFP 9037, 1996
- Petr Fiala, Tschechischer Philharmonischer Chor Brno, Anton Bruckner: Motets - CD : OMD 322 1422-2, 2006
- Erwin Ortner, Arnold Schoenberg Chor, Anton Bruckner: Tantum ergo - CD : ASC Edition 3, édité par la chorale, 2008
- Sigvards Klava, Latvian Radio Choir, Bruckner: Latin Motets, 2019 – CD Ondine OD 1362

## Sources
- Max Auer, Anton Bruckner als Kirchenmusiker, G. Bosse, Ratisbonne, 1927
- Anton Bruckner – Sämtliche Werke, Band XXI: Kleine Kirchenmusikwerke, Musikwissenschaftlicher Verlag der Internationalen Bruckner-Gesellschaft, Hans Bauernfeind et Leopold Nowak (Éditeurs), Vienne, 1984/2001
- Cornelis van Zwol, Anton Bruckner 1824-1896 – Leven en werken, uitg. Thot, Bussum, Pays-Bas, 2012.  (ISBN 978-90-6868-590-9)